# Bérénice Bejo
Bérénice Bejo  (Buenos Aires, 7 juli 1976) is een Frans-Argentijnse actrice. Voor haar rol in The Artist ontving ze een César voor Beste actrice en werd ze genomineerd voor een Academy Award voor Beste Vrouwelijke Bijrol. Voor haar rol in Le Passé kreeg ze de prijs voor beste actrice op het Filmfestival van Cannes.

## Filmografie
- 2024 - Sous la Seine (Xavier Gens) als Sophia
- 2024 - Another End (Piero Messina) als Eve
- 2022 - Coupez! (Michel Hazanavicius) als Nadia/Natsumi, de visagiste
- 2021 - L'Homme de la cave (Philippe Le Guay) als Hélène Sandberg
- 2021 - Il materiale emotivo (Sergio Castellitto) als Yolande
- 2020 - Le Bonheur des uns ... (Daniel Cohen)
- 2020 - Le Prince oublié (Michel Hazanavicius) als Clotilde
- 2018 - Le Jeu (Fred Cavayé) als Marie
- 2018 - L'Extraordinaire Voyage du fakir (Ken Scott) als Nelly Marnay
- 2018 - La Quietud (Pablo Trapero) als Eugenia
- 2017 - Tout là-haut (Serge Hazanavicius) als Sandrine
- 2017 - Le Redoutable (Michel Hazanavicius) als Michèle Rosier
- 2016 - Fai bei sogni (Marco Bellocchio) als Elisa
- 2016 - L'Économie du couple (Joachim Lafosse) als Marie
- 2015 - The Childhood of a Leader (Brady Corbet) als de moeder
- 2014 - The Search (Michel Hazanavicius) als Carole
- 2014 - Le Dernier Diamant (Éric Barbier) als Julia Neuville
- 2013 - Le Passé (Asghar Farhadi) als Marie Brisson
- 2013 - Au bonheur des ogres (Nicolas Bary) als Tante Julia
- 2012 - Populaire (Régis Roinsard) als Marie Taylor
- 2011 - The Artist (Michel Hazanavicius) als Peppy Miller
- 2010 - Proie (Manuel Poirier) als Claire
- 2008 - Bouquet final (Michel Delgado) als Claire
- 2008 - Modern Love (Stéphane Kazandjian) als Elsa
- 2007 - La Maison (Manuel Poirier) als Cloé
- 2007 - 13 m² (Barthélemy Grossmann) als Sophie
- 2006 - OSS 117 : Le Caire, nid d'espions (Michel Hazanavicius) als Larmina El Akmar Betouche
- 2005 - Cavalcade (Steve Suissa) als Manon
- 2004 - Le grand rôle (Steve Suissa) als Perla Kurtz
- 2003 - Dissonances (Jérôme Cornuau) als Margo
- 2003 - Dans le rouge du couchant (Edgardo Cozarinsky)  als La fille sur le bâteau
- 2003 - Sem Ela als (Anna da Palma) als Fanfan Vieira
- 2002 - 24 Heures de la vie d'une femme (Laurent Bouhnik) als Olivia
- 2002 - Comme un avion (Marie-France Pisier) als Lola
- 2001 - A Knight's Tale (Brian Helgeland) als Christiana
- 2000 - Meilleur espoir féminin (Gérard Jugnot) als Laetitia Rance
- 2000 - Passionnément (Bruno Nuytten) als Faustine
- 2000 - La Captive (Chantal Akerman) als Sarah
- 1996 - Les soeurs Hamlet (Abdelkrim Bahloul) als Karine

- Bibsys: 12050873
- Biblioteca Nacional de España: XX4766697
- Bibliothèque nationale de France: cb140468722 (data)
- Catàleg d'autoritats de noms i títols de Catalunya: 981058526477406706
- Gemeinsame Normdatei: 1021198188
- International Standard Name Identifier: 0000 0000 7841 2196
- Library of Congress Control Number: no2005094066
- Nationale Bibliotheek van Tsjechië: pna2007424686
- Nationale Bibliotheek van Israël: 987007435080205171
- Nationale Bibliotheek van Polen: a0000003080754
- Nederlandse Thesaurus van Auteursnamen: 34102449X
- Réseau des bibliothèques de Suisse occidentale: 02-A027538490
- Système universitaire de documentation: 063055937
- Virtual International Authority File: 169737159
- WorldCat: E39PBJgCPDhTCX8hBC9wX8pQMP